# Christian Thum (konstnär)
Christian Thum, född 1658 i Stockholm, död 1718 i Stockholm var en svensk målare och konterfejare.
Han var son till Christian von Thum och Anna Catharina Keijse samt bror till Henrik Thum Han skrevs in som lärling hos sin far 1674 och blev gesäll redan 1676. Han var därefter verksam i Östersjöprovinserna och fick där uppdraget att utföra en altarmålning i Narva. Målarämbetet i Reval anklagade honom för bönhaseri och beslagtog alla hans målningar, penslar och färg. Han lämnade då provinsen och var verksam i Filipstad från 1690 innan han 1710 återvände till Stockholm. Han är troligen identisk med den Christian Tubn som 1701 utförde målningsarbeten på Åbo domkyrka.